# Comunità montana Valsangro
La Comunità montana Valsangro (zona S) era stata istituita con la Legge regionale 4 agosto 1977, n. 39 della Regione Abruzzo, che ne ha anche approvato lo statuto.
È stata soppressa dopo una riduzione delle comunità montane abruzzesi che sono passate da 19 ad 11 nel 2008.
Aveva la sede nel comune di Villa Santa Maria e comprendeva undici comuni della Provincia di Chieti:
- Archi
- Atessa
- Bomba
- Colledimezzo
- Montazzoli
- Montebello sul Sangro
- Monteferrante
- Montelapiano
- Pietraferrazzana
- Tornareccio
- Villa Santa Maria